# پولسیه (استان اوپوله)
پولسیه (به لهستانی: Polesie) یک منطقهٔ مسکونی در لهستان است که در گمینا رودنگکی واقع شده‌است. پولسیه ۶۲ نفر جمعیت دارد.